# Мироненко, Валерий Александрович
Вале́рий Алекса́ндрович Мироненко (1935—2000) — советский и российский учёный-геолог, гидрогеолог, член-корреспондент РАН (1991), специалист в области гидрогеологии и инженерной геологии, лауреат премии имени Ф. П. Саваренского (2004).

## Биография
Родился 1 марта 1935 года в Ленинграде.

## Семья и юность
Родился в Ленинграде, в семье Александра Алексеевича Вознесенского, ректора Ленинградского Университета (1942—1944), министра просвещения РСФСР (1948—1949), репрессированного по «Ленинградскому делу»(в 1950 году расстрелян). Мать — доцент ЛГУ, после расстрела мужа была сослана в Красноярский край. Младшая сестра — Ирина.
В 1952 году, учась Ленинградской школе № 181, после получения паспорта был арестован как «сын врага народа». После 4х-месячного тюремного содержания в «Большом доме» (Литейный, 4) был выслан в село Маклаково (Красноярский край) на 5 лет, где уже находились его мать и сестра.
В 1953 году, после смерти Сталина, был амнистирован, а в 1954 году — реабилитирован в связи с посмертной реабилитацией отца.
В 1953 году поступил в Ленинградский горный институт (окончил в 1958 году), а в 1955 году — одновременно начал учиться и в Ленинградском государственном университете (по специальности «математика-механика»), который окончил в 1963 году.
В 1958 году, после окончания ВУЗа, пришел работать во Всесоюзном НИИ горной геомеханики и маркшейдерского дела (ВНИМИ), пройдя путь от инженера до заведующего лабораторией, где занимался разработкой методов расчета горизонтальных дренажных скважин.
В 1963 году — защитил кандидатскую, а в 1967 году — докторскую диссертации.
С 1972 по 1997 годы — профессор кафедры гидрогеологии Ленинградского горного института.
В 1990 году — избран членом-корреспондентом АН СССР.
В 1997 году создал и возглавил Санкт-Петербургское Отделение института геоэкологии РАН и Межфакультетский научный центр гидрогеоэкологии в Санкт-Петербургском государственном университете.
Действительный член Российской академии горных наук.
Умер 26 января 2000 года в Санкт-Петербурге. Похоронен на Комаровском кладбище.

## Научная деятельность
Специалист в области гидрогеологии и инженерной геологии.
Проводил опытно-фильтрационные исследования: предложил оригинальные решения задач геофильтрации, положенные в основу расчетных схем обработки опытных откачек в разнообразных гидрогеологических условиях.
В 1970-е годы одним из первых в СССР начал исследования по проблеме охраны и рационального использования подземных вод.
Почти одновременно взялся за разработку принципов и методов решения разнообразных гидрогеологических задач с использованием математического моделирования на ЭВМ, что позволило получить не только надежный инструмент для изучения физических закономерностей гидрогеологических процессов, изменчивости параметров, но и метод прямой оценки инженерной и экономической эффективности разведки подземных вод.
Читал курсы лекций для студентов-гидрогеологов Санкт-Петербургского горного института, а последнее время — и Санкт-Петербургского государственного университета. Автор учебников по курсам «Динамика подземных вод» (два издания, 1983 г., 1996 г.) и «Горнопромышленная гидрогеология», 1989 г.
Под его руководством защищено 35 кандидатские и 5 докторских диссертации.

## Участие в научных организациях
Член Международной ассоциации гидрогеологов и инженеров-геологов, иностранный член Американского института гидрологии, работал экспертом ООН и при Международном институте прикладного системного анализа, а также экспертом Русско-Американского Центра по изучению загрязнения подземных вод (Национальная Лаборатория им. Лоуренса, Беркли). Инициатор первой советско-американской конференции по экологическим проблемам гидросферы.
Член редакционных коллегий журналов «Геоэкология» и «Водные ресурсы» РАН, а также международных журналов «Advances in Water Resources» и «Hydrogeological Journal».

## Монографии
- «Основы гидрогеомеханики» (в соавторстве с В. М. Шестаковым), 1974 г.
- «Гидрогеологические исследования в горном деле» (коллектив авторов-специалистов ВНИМИ), 1976 г.
- «Теория и методы интерпретации опытно-фильтрационных работ» (в соавторстве с В. М. Шестаковым), 1978 г. — уникальная монография, обобщающая отечественный и зарубежный опыт исследований по оценке фильтрационных параметров водоносных толщ
- «Охрана подземных вод в горнодобывающих районах», 1980 г.
- «Опытно-миграционные работы в водоносных пластах», 1986 г.
- "Изучение загрязнения подземных вод в горнодобывающих районах, 1988 г.
- «Численное моделирование геофильтрации», 1988 г.
- «Решение задач охраны подземных вод на численных моделях», 1992 г.
- «Проблемы гидрогеоэкологии» (в трех томах, в соавторстве с В. Г. Румыниным), 1998—1999 гг.

## Награды
- Премия имени Ф. П. Саваренского (совместно с В. Г. Румыниным, за 2004 год, посмертно) — за монографию «Проблемы гидрогеоэкологии»
- Премия Правительства Российской Федерации в области науки и техники (в составе авторского коллектива, за 1999 год) — за разработку и внедрение технологических методов управления геомеханическими процессами при комплексном освоении недр
- Лауреат конкурса «Соросовский профессор»